# Велетово (Ленинградская область)
Велетово — деревня в Старопольском сельском поселении Сланцевского района Ленинградской области.

## История
Впервые упоминается в писцовых книгах Шелонской пятины 1498 года, как деревня Велетово (у озера Самро) в Сумерском погосте Новгородского уезда.
Деревня Велетова, состоящая из 35 крестьянских дворов, упоминается на карте Санкт-Петербургской губернии Ф. Ф. Шуберта 1834 года.

ВЕЛЕТОВО — деревня принадлежит её величеству, число жителей по ревизии: 105 м. п., 126 ж. п. (1838 год)

Деревня Велетова из 35 дворов отмечена на карте профессора С. С. Куторги 1852 года.

ВЕЛЕТОВА — деревня госпожи Лихардовой, по просёлочной дороге, число дворов — 41, число душ — 110 м. п. (1856 год)

ВЕЛЕТОВО — деревня удельная при колодце, число дворов — 33, число жителей: 123 м. п., 134 ж. п.; Часовня православная. (1862 год) 

В XIX — начале XX века деревня административно относилась к Старопольской волости 2-го земского участка 1-го стана Гдовского уезда Санкт-Петербургской губернии.
Согласно Памятной книжке Санкт-Петербургской губернии 1905 года деревня образовывала Велетовское сельское общество.
С марта 1917 года деревня находилась в составе Велетовского сельсовета Старопольской волости Гдовского уезда.

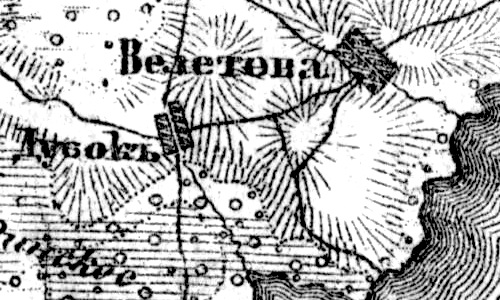
Деревня Велетово на карте 1919 года

Согласно карте Петроградской и Эстляндской губерний издания 1919 года деревня называлась Велетова.
С февраля 1927 года, в составе Ложголовской волости Кингисеппского уезда.
С августа 1927 года, в составе Осьминского района.
В 1928 году население деревни составляло 409 человек.
По данным 1933 года деревня Велетово являлась административным центром Велетовского сельсовета Осьминского района, в который входили 5 населённых пунктов, деревни: Велетово, Дубок, Марино, Морди, Рудница, общей численностью населения 1295 человек.
По данным 1936 года в состав Велетовского сельсовета входили 10 населённых пунктов, 255 хозяйств и 5 колхозов, административным центром сельсовета была деревня Морди.
С 1 августа 1941 года по 31 января 1944 года германская оккупация.
С 1961 года, в составе Старопольского сельсовета Сланцевского района.
С 1963 года, в составе Кингисеппского района.
По состоянию на 1 августа 1965 года деревня Велетово входила в состав Старопольского сельсовета Кингисеппского района. С ноября 1965 года, вновь в составе Сланцевского района. В 1965 году население деревни составляло 31 человек.
По данным 1973 года деревня Велетово входила в состав Поречского сельсовета
По данным 1990 года деревня Велетово входила в состав Овсищенского сельсовета.
В 1997 году в деревне Велетово Овсищенской волости проживали 4 человека, в 2002 году — 7 человек (все русские).
В 2007 году в деревне Велетово Старопольского СП проживали 3 человека, в 2010 году — 4 человека.

## География
Деревня расположена в восточной части района на автодороге 41К-778 (подъезд к дер. Велетово).
Расстояние до административного центра поселения — 10 км.
Расстояние до ближайшей железнодорожной станции Веймарн — 59 км.
Деревня находится близ северного берега озера Самро.

## Демография
| 1862 | 2007 | 2010 | 2017 |
| ---- | ---- | ---- | ---- |
| 257  | ↘3   | ↗4   | →4   |